# Longchang (ort i Kina, Liaoning Sheng, lat 40,88, long 123,14)
Longchang är en ort i Kina. Den ligger i provinsen Liaoning, i den nordöstra delen av landet, omkring 100 kilometer söder om provinshuvudstaden Shenyang. Antalet invånare är 12 897. Befolkningen består av 6 150 kvinnor och 6 747 män. Barn under 15 år utgör 13,0 %, vuxna 15-64 år 74 %, och äldre över 65 år 11,0 %.
Runt Longchang är det ganska tätbefolkat, med 185 invånare per kvadratkilometer. Närmaste större samhälle är Jidongyumanzuxiang, 7,7 km söder om Longchang. Omgivningarna runt Longchang är en mosaik av jordbruksmark och naturlig växtlighet.
Genomsnittlig årsnederbörd är 1 131 millimeter. Den regnigaste månaden är juli, med i genomsnitt 319 mm nederbörd, och den torraste är januari, med 9 mm nederbörd.